# مرگ دوباره
مرگ دوباره (به انگلیسی: Dead Again) فیلمی روانشناسانه و نئو نوآر محصول سال ۱۹۹۱ به کارگردانی کنت برانا است. در این فیلم بازیگرانی همچون کنت برانا، اندی گارسیا، اما تامسون، رابین ویلیامز، درک جاکوبی، وین نایت، هانا شیگولا، کمپبل اسکات، جو اندرسون و ریچارد ایستون ایفای نقش کرده‌اند.